# タフリナ菌亜門
タフリナ菌亜門(Taphrinomycotina)は子嚢菌門に属する3亜門のうちの一つで、旧分類法でいう古生子嚢菌類(Archiascomycetes)と事実上同義である。最近の分子系統学的研究ではこのグループは単系統で子嚢菌門の残りの基底に位置することが示唆されている。
形態的にはひどく多様で、共通する特徴は多くない。子嚢に造嚢糸が生じることはない。

## 下位分類群
- シゾサッカロミケス綱(Schizosaccharomycetes)

サッカロミケス亜門の多くの酵母とは異なり、出芽よりは分裂で繁殖する酵母群（例：シゾサッカロミケス属 Schizosaccharomyces）である。
- タフリナ菌綱(Taphrinomycetes)

感染植物内で生活環の中に酵母・菌糸の両方の段階がある二形性の植物寄生体(例：タフリナ属 Taphrina)である。葉、尾状花序、枝に感染するが、根には感染しない。
- ヒメカンムリタケ綱(Neolectomycetes)

ヒメカンムリタケ属(Neolecta)のみの単一属で、この亜門の中では唯一、子実体を形成する。これらは酵母の状態をとる（子嚢の中に子嚢胞子）。
- ニューモシスティス菌綱(Pneumocystidomycetes)

ニューモシスティス属(Pneumocystis)のみの単一属で、ニューモシスチス・イロベチイはヒトのニューモシスティス肺炎(PCP)の原因の一つである。すべての種が哺乳類の肺に感染する。アメーバ状に増殖する栄養細胞を持ち、またシスト内に胞子様の細胞を作る。
- サイトエラ属 Saitoella

ロドトルラに似るが、系統的にはここに属する。上位分類は未定。